# 安庆北站
安庆北站是一个安庆铁路上的铁路车站，位于安徽省安庆市十里铺乡，建于1995年，目前为三等站，邮政编码为246005。目前客运：不办理客运业务；货运：办理整车货物发到。

## 概要
安庆北站目前为货运三等中间站，为安庆市及周边八县地区办理铁路长途货运运输业务。车站主要的到发货物类别为煤炭、石油、焦炭、化肥及棉花类。车站货场位于站房西南侧，设有4条货物线、4座仓库雨棚共和一座起重能力为26吨的龙门吊。车站设有通往中国石化安庆分公司和安庆市国有粮食资产运营有限公司的专用线。
安庆北站附近设有客整所，为安庆站始发的普速列车进行整备工作。宁安城际铁路通车后，该客整所被改建为动车存车场。安庆动车存车场由南京动车段下辖，共有6条存车线，负责为安庆站始发的动车组列车进行清洁、吸污作业，并设有动车组司机公寓。未来合安九客运专线规划扩建既有存车场，扩建后规模可达致12条存车线。
最初安庆北至安庆区间为单线非电气化铁路，为存放宁安客专的动车组列车于2015年将其电气化，但并未进行信号改造。为使存车场停放高速动车组，铁路部门将该段线路信号系统由原先的CTCS-0升级至CTCS-2。